# Kayaüstü
Kayaüstü ist ein Dorf im Landkreis Ömerli der türkischen Provinz Mardin. Kayaüstü liegt etwa 32 km nordöstlich der Provinzhauptstadt Mardin und 7 km nordwestlich von Ömerli. Kayaüstü hatte laut der letzten Volkszählung 526 Einwohner (Stand Ende Dezember 2009).